# شوروود-تاور هیلز-هربرت (میشیگان)
شوروود-تاور هیلز-هربرت (به انگلیسی: Shorewood-Tower Hills-Harbert) یک منطقهٔ مسکونی در ایالات متحده آمریکا است که در شهرستان برین، میشیگان واقع شده‌است. شوروود-تاور هیلز-هربرت ۱۱٫۸ کیلومتر مربع مساحت و ۱٬۳۴۴ نفر جمعیت دارد.